# H crocheté barré
 (février 2025).
Le h crocheté barré est une lettre additionnelle de l’alphabet latin et un symbole phonétique utilisé dans certains ouvrages linguistiques. Il est composé d’un h crocheté avec une barre inscrite.

## Utilisation
S. V. Kodzasov utilise le h crocheté barré comme symbole pour la consonne voisée équivalente à celle représentée par le h barré, ħ ou h, dans son système de transcription, c’est-à-dire une consonne fricative pharyngale voisée, son équivalent dans l’alphabet phonétique international est [ʕ].

## Représentation informatique
Le h crocheté barré n’a pas été codé dans un codage standard.

## Sources
- (en) Alexandre Arkhipova, Michael Daniel, Oleg Belyaev, George Moroz et John H. Esling, « A reinterpretation of lower-vocal-tract articulations in Caucasian languages », dans Sasha Calhoun, Paola Escudero, Marija Tabain and Paul Warren., Proceedings of the 19th International Congress of Phonetic Sciences, Melbourne, Australia 2019, Canberra Australasian Speech Science and Technology Association Inc., 2019 (ISBN 978-0-646-80069-1, lire en ligne), p. 1550-1554
- S. V. Kodzasov, « Pharyngeal Features in the Daghestan Languages », dans Proceedings of the Eleventh International Congress of Phonetic Sciences (Tallinn, Estonia, Aug 1-7 1987) (lire en ligne), p. 142-144
- [Kibrik et Kodzasov 1990] А. Е. Кибрик et С. В. Кодзасов, Сопоставительное изучение дагестанских языков. Имя. Фонетика, М., Изд-во МГУ,‎ 1990 (ISBN 5-211-01420-0, lire en ligne)